# Eta Canis Minoris
Eta Canis Minoris (5 Canis Minoris) é uma estrela na direção da constelação de Canis Minor. Possui uma ascensão reta de 07h 28m 02.08s e uma declinação de +06° 56′ 31.5″. Sua magnitude aparente é igual a 5.22. Considerando sua distância de 351 anos-luz em relação à Terra, sua magnitude absoluta é igual a 0.06. Pertence à classe espectral F0III.